# Gymnodamaeus gregarius
Gymnodamaeus gregarius är en kvalsterart som beskrevs av Adilson D. Paschoal 1982. Gymnodamaeus gregarius ingår i släktet Gymnodamaeus och familjen Gymnodamaeidae. Inga underarter finns listade i Catalogue of Life.